# Gouvernement Stoltenberg II
Royaume de Norvège
Bondevik II Solberg
Le gouvernement Stoltenberg II (en norvégien : Jens Stoltenbergs andre regjering) est le gouvernement du royaume de Norvège entre le 17 octobre 2005 et le 16 octobre 2013, sous les 59e et 60e législatures du Storting.
Il est dirigé par le travailliste Jens Stoltenberg, vainqueur à la majorité relative des élections législatives de 2005, et repose sur une coalition majoritaire avec les centristes et les socialistes, reconduite à la suite des élections de 2009. Il succède au deuxième gouvernement du chrétien-démocrate Kjell Magne Bondevik et cède le pouvoir au gouvernement de la conservatrice Erna Solberg après les élections de 2013.

## Coalition et historique
Dirigé par l'ancien Premier ministre travailliste Jens Stoltenberg, il est constitué d'une coalition de centre gauche, baptisée « Rouges-verts », entre le Parti travailliste norvégien (AP), le Parti du centre (SP) et le Parti socialiste de gauche (SV). Ensemble, ces trois partis disposent, en 2005, de 87 députés sur 169 au Storting, soit 51,5 % des sièges, puis en 2009, de 86 députés, soit 50,9 % des sièges.
Il a été formé à la suite des élections législatives du 12 septembre 2005 et succède au second gouvernement de Kjell Magne Bondevik, constitué du Parti conservateur (H), du Parti populaire chrétien (KrF) et du Parti libéral (V), soutenu par le Parti du progrès (FrP). Il a été reconduit à la suite de la victoire de la coalition aux élections législatives du 14 septembre 2009.
Aux élections législatives du 9 septembre 2013, l'alliance au pouvoir perd sa majorité au profit du « bloc bourgeois », constitué du H, du FrP, du KrF et du V, emmené par la conservatrice Erna Solberg. Le gouvernement de la conservatrice Erna Solberg, formé uniquement du H et du FrP, prend ses fonctions le 16 octobre suivant.

## Composition

### Initiale
| Poste                                                                                                   | Titulaire | Titulaire                                                  | Parti |
| --- | --------- | ---------------------------------------------------------- | ----- |
| Premier ministre                                                                                        |           | Jens Stoltenberg                                           | Ap    |
| Ministre des Affaires étrangères                                                                        |           | Jonas Gahr Støre                                           | Ap    |
| Ministre de la Défense                                                                                  |           | Anne-Grete Strøm-Erichsen                                  | Ap    |
| Ministre du Commerce et de l'Industrie                                                                  |           | Odd Eriksen (jusqu'au 29/09/2006) Dag Terje Andersen       | Ap    |
| Ministre de l'Administration publique et des Réformes                                                   |           | Heidi Grande Røys                                          | SV    |
| Ministre des Finances                                                                                   |           | Kristin Halvorsen                                          | SV    |
| Ministres des Collectivités territoriales et du Développement régional                                  |           | Åslaug Haga (jusqu'au 21/09/2007) Magnhild Meltveit Kleppa | Ap    |
| Ministre de la Santé et des Services de soins                                                           |           | Sylvia Brustad                                             | Ap    |
| Ministre de la Culture et des Affaires ecclésiastiques                                                  |           | Trond Giske                                                | Ap    |
| Ministre du Travail et des Affaires sociales Ministre du Travail et de l'Inclusion sociale (01/01/2006) |           | Bjarne Håkon Hanssen                                       | Ap    |
| Ministre des Transports et des Communications                                                           |           | Liv Signe Navarsete                                        | Ap    |
| Ministre de la Pêche et des Affaires côtières                                                           |           | Helga Pedersen                                             | Ap    |
| Ministre du Développement international                                                                 |           | Erik Solheim                                               | SV    |
| Ministre de l'Environnement                                                                             |           | Helen Bjørnøy                                              | SV    |
| Ministre de l'Agriculture et de l'Alimentation                                                          |           | Terje Riis-Johansen                                        | Ap    |
| Ministre de la Justice                                                                                  |           | Knut Storberget                                            | Ap    |
| Ministre de l'Enfance et de l'Égalité                                                                   |           | Karita Bekkemellem                                         | Ap    |
| Ministre du Pétrole et de l'Énergie                                                                     |           | Odd Roger Enoksen (jusqu'au 21/09/2007) Åslaug Haga        | Ap    |
| Ministre de l'Éducation et de la Recherche                                                              |           | Øystein Djupedal                                           | SV    |

### Remaniement du 18 octobre 2007
- Par rapport à la précédente composition, les nouveaux ministes sont indiqués en gras, ceux ayant changé d'attributions en italique.

| Poste                                                                  | Titulaire | Titulaire                                                                                              | Parti |
| ---------------------------------------------------------------------- | --------- | --- | ----- |
| Premier ministre                                                       |           | Jens Stoltenberg                                                                                       | Ap    |
| Ministre des Affaires étrangères                                       |           | Jonas Gahr Støre                                                                                       | Ap    |
| Ministre de la Défense                                                 |           | Anne-Grete Strøm-Erichsen                                                                              | Ap    |
| Ministre du Commerce et de l'Industrie                                 |           | Dag Terje Andersen                                                                                     | Ap    |
| Ministre de l'Administration publique et des Réformes                  |           | Heidi Grande Røys                                                                                      | SV    |
| Ministre des Finances                                                  |           | Kristin Halvorsen                                                                                      | SV    |
| Ministres des Collectivités territoriales et du Développement régional |           | Magnhild Meltveit Kleppa                                                                               | Ap    |
| Ministre de la Santé et des Services de soins                          |           | Sylvia Brustad                                                                                         | Ap    |
| Ministre de la Culture et des Affaires ecclésiastiques                 |           | Trond Giske                                                                                            | Ap    |
| Ministre du Travail et de l'Inclusion sociale                          |           | Bjarne Håkon Hanssen                                                                                   | Ap    |
| Ministre des Transports et des Communications                          |           | Liv Signe Navarsete                                                                                    | Ap    |
| Ministre de la Pêche et des Affaires côtières                          |           | Helga Pedersen                                                                                         | Ap    |
| Ministre du Développement international Ministre de l'Environnement    |           | Erik Solheim                                                                                           | SV    |
| Ministre de l'Agriculture et de l'Alimentation                         |           | Terje Riis-Johansen                                                                                    | Ap    |
| Ministre de la Justice                                                 |           | Knut Storberget                                                                                        | Ap    |
| Ministre de l'Enfance et de l'Égalité                                  |           | Manuela Ramin-Osmundsen (jusqu'au 15/02/2008) Trond Giske a.i. (jusqu'au 29/02/2008) Anniken Huitfeldt | Ap    |
| Ministre du Pétrole et de l'Énergie                                    |           | Åslaug Haga                                                                                            | Ap    |
| Ministre de l'Éducation                                                |           | Bård Vegar Solhjell                                                                                    | SV    |
| Ministre de la Recherche et de l'Enseignement supérieur                |           | Tora Aasland                                                                                           | SV    |

### Remaniement du 20 juin 2008
- Par rapport à la précédente composition, les nouveaux ministes sont indiqués en gras, ceux ayant changé d'attributions en italique.

| Poste                                                                  | Titulaire | Titulaire                 | Parti |
| ---------------------------------------------------------------------- | --------- | ------------------------- | ----- |
| Premier ministre                                                       |           | Jens Stoltenberg          | Ap    |
| Ministre des Affaires étrangères                                       |           | Jonas Gahr Støre          | Ap    |
| Ministre de la Défense                                                 |           | Anne-Grete Strøm-Erichsen | Ap    |
| Ministre du Commerce et de l'Industrie                                 |           | Sylvia Brustad            | Ap    |
| Ministre de l'Administration publique et des Réformes                  |           | Heidi Grande Røys         | SV    |
| Ministre des Finances                                                  |           | Kristin Halvorsen         | SV    |
| Ministres des Collectivités territoriales et du Développement régional |           | Magnhild Meltveit Kleppa  | Ap    |
| Ministre de la Santé et des Services de soins                          |           | Bjarne Håkon Hanssen      | Ap    |
| Ministre de la Culture et des Affaires ecclésiastiques                 |           | Trond Giske               | Ap    |
| Ministre du Travail et de l'Inclusion sociale                          |           | Dag Terje Andersen        | Ap    |
| Ministre des Transports et des Communications                          |           | Liv Signe Navarsete       | Ap    |
| Ministre de la Pêche et des Affaires côtières                          |           | Helga Pedersen            | Ap    |
| Ministre du Développement international Ministre de l'Environnement    |           | Erik Solheim              | SV    |
| Ministre de l'Agriculture et de l'Alimentation                         |           | Lars Peder Brekk          | Ap    |
| Ministre de la Justice                                                 |           | Knut Storberget           | Ap    |
| Ministre de l'Enfance et de l'Égalité                                  |           | Anniken Huitfeldt         | Ap    |
| Ministre du Pétrole et de l'Énergie                                    |           | Terje Riis-Johansen       | Ap    |
| Ministre de l'Éducation                                                |           | Bård Vegar Solhjell       | SV    |
| Ministre de la Recherche et de l'Enseignement supérieur                |           | Tora Aasland              | SV    |

### Remaniement du 2 octobre 2009
- Par rapport à la précédente composition, les nouveaux ministes sont indiqués en gras, ceux ayant changé d'attributions en italique.

| Poste                                                                                                 | Titulaire | Titulaire                 | Parti |
| --- | --------- | ------------------------- | ----- |
| Premier ministre                                                                                      |           | Jens Stoltenberg          | Ap    |
| Ministre des Affaires étrangères                                                                      |           | Jonas Gahr Støre          | Ap    |
| Ministre de la Défense                                                                                |           | Anne-Grete Strøm-Erichsen | Ap    |
| Ministre du Commerce et de l'Industrie Ministre de la Pêche et des Affaires côtières (intérim)        |           | Sylvia Brustad            | Ap    |
| Ministre de l'Administration publique et des Réformes                                                 |           | Heidi Grande Røys         | SV    |
| Ministre des Finances                                                                                 |           | Kristin Halvorsen         | SV    |
| Ministres des Collectivités territoriales et du Développement régional                                |           | Magnhild Meltveit Kleppa  | Ap    |
| Ministre de la Santé et des Services de soins Ministre du Travail et de l'Inclusion sociale (intérim) |           | Bjarne Håkon Hanssen      | Ap    |
| Ministre de la Culture et des Affaires ecclésiastiques                                                |           | Trond Giske               | Ap    |
| Ministre des Transports et des Communications                                                         |           | Liv Signe Navarsete       | Ap    |
| Ministre du Développement international Ministre de l'Environnement                                   |           | Erik Solheim              | SV    |
| Ministre de l'Agriculture et de l'Alimentation                                                        |           | Lars Peder Brekk          | Ap    |
| Ministre de la Justice                                                                                |           | Knut Storberget           | Ap    |
| Ministre de l'Enfance et de l'Égalité                                                                 |           | Anniken Huitfeldt         | Ap    |
| Ministre du Pétrole et de l'Énergie                                                                   |           | Terje Riis-Johansen       | Ap    |
| Ministre de l'Éducation                                                                               |           | Bård Vegar Solhjell       | SV    |
| Ministre de la Recherche et de l'Enseignement supérieur                                               |           | Tora Aasland              | SV    |

### Remaniement du 20 octobre 2009
- Par rapport à la précédente composition, les nouveaux ministes sont indiqués en gras, ceux ayant changé d'attributions en italique.

| Poste | Titulaire | Titulaire                                                | Parti |
| --- | --------- | -------------------------------------------------------- | ----- |
| Premier ministre                                                                                                 |           | Jens Stoltenberg                                         | Ap    |
| Ministre auprès du Premier ministre                                                                              |           | Karl Eirik Schjøtt-Pedersen                              | Ap    |
| Ministre des Affaires étrangères                                                                                 |           | Jonas Gahr Støre                                         | Ap    |
| Ministre de la Défense                                                                                           |           | Grete Faremo (jusqu'au 11/11/2011) Espen Barth Eide      | Ap    |
| Ministre du Commerce et de l'Industrie                                                                           |           | Trond Giske                                              | Ap    |
| Ministre de l'Administration publique, des Réformes et des Affaires ecclésiastiques                              |           | Rigmor Aasrud                                            | Ap    |
| Ministre des Finances                                                                                            |           | Sigbjørn Johnsen                                         | Ap    |
| Ministres des Collectivités territoriales et du Développement régional                                           |           | Liv Signe Navarsete                                      | Ap    |
| Ministre de la Santé et des Services de soins                                                                    |           | Anne-Grete Strøm-Erichsen                                | Ap    |
| Ministre de la Culture                                                                                           |           | Anniken Huitfeldt                                        | Ap    |
| Ministre du Travail                                                                                              |           | Rigmor Aasrud a.i. (jusqu'au 21/12/2009) Hanne Bjurstrøm | Ap    |
| Ministre des Transports et des Communications                                                                    |           | Magnhild Meltveit Kleppa                                 | Ap    |
| Ministre de la Pêche et des Affaires côtières                                                                    |           | Lisbeth Berg-Hansen                                      | Ap    |
| Ministre du Développement international Ministre de l'Environnement                                              |           | Erik Solheim                                             | SV    |
| Ministre de l'Agriculture et de l'Alimentation                                                                   |           | Lars Peder Brekk                                         | Ap    |
| Ministre de la Justice Ministre de la Justice et de la Sécurité publique (01/01/2012)                            |           | Knut Storberget (jusqu'au 11/11/2011) Grete Faremo       | Ap    |
| Ministre de l'Enfance et de l'Égalité Ministre de l'Enfance, de l'Égalité et de l'Inclusion sociale (01/01/2010) |           | Audun Lysbakken                                          | SV    |
| Ministre du Pétrole et de l'Énergie                                                                              |           | Terje Riis-Johansen (jusqu'au 04/03/2011) Ola Borten Moe | Ap    |
| Ministre de l'Éducation                                                                                          |           | Kristin Halvorsen                                        | SV    |
| Ministre de la Recherche et de l'Enseignement supérieur                                                          |           | Tora Aasland                                             | SV    |
| Ministre des Négociations internationales pour le climat                                                         |           | Hanne Bjurstrøm (jusqu'au 21/12/2009)                    | Ap    |

### Remaniement du 23 mars 2012
- Par rapport à la précédente composition, les nouveaux ministes sont indiqués en gras, ceux ayant changé d'attributions en italique.

| Poste                                                                               | Titulaire | Titulaire                   | Parti |
| ----------------------------------------------------------------------------------- | --------- | --------------------------- | ----- |
| Premier ministre                                                                    |           | Jens Stoltenberg            | Ap    |
| Ministre auprès du Premier ministre                                                 |           | Karl Eirik Schjøtt-Pedersen | Ap    |
| Ministre des Affaires étrangères                                                    |           | Jonas Gahr Støre            | Ap    |
| Ministre de la Défense                                                              |           | Espen Barth Eide            | Ap    |
| Ministre du Commerce et de l'Industrie                                              |           | Trond Giske                 | Ap    |
| Ministre de l'Administration publique, des Réformes et des Affaires ecclésiastiques |           | Rigmor Aasrud               | Ap    |
| Ministre des Finances                                                               |           | Sigbjørn Johnsen            | Ap    |
| Ministres des Collectivités territoriales et du Développement régional              |           | Liv Signe Navarsete         | Ap    |
| Ministre de la Santé et des Services de soins                                       |           | Anne-Grete Strøm-Erichsen   | Ap    |
| Ministre de la Culture                                                              |           | Anniken Huitfeldt           | Ap    |
| Ministre du Travail                                                                 |           | Hanne Bjurstrøm             | Ap    |
| Ministre des Transports et des Communications                                       |           | Magnhild Meltveit Kleppa    | Ap    |
| Ministre de la Pêche et des Affaires côtières                                       |           | Lisbeth Berg-Hansen         | Ap    |
| Ministre du Développement international                                             |           | Heikki Holmås               | SV    |
| Ministre de l'Environnement                                                         |           | Bård Vegar Solhjell         | SV    |
| Ministre de l'Agriculture et de l'Alimentation                                      |           | Lars Peder Brekk            | Ap    |
| Ministre de la Justice et de la Sécurité publique                                   |           | Grete Faremo                | Ap    |
| Ministre de l'Enfance, de l'Égalité et de l'Inclusion sociale                       |           | Inga Marte Thorkildsen      | SV    |
| Ministre du Pétrole et de l'Énergie                                                 |           | Ola Borten Moe              | Ap    |
| Ministre de l'Éducation                                                             |           | Kristin Halvorsen           | SV    |

### Remaniement du 18 juin 2012
- Par rapport à la précédente composition, les nouveaux ministes sont indiqués en gras, ceux ayant changé d'attributions en italique.

| Poste                                                                               | Titulaire | Titulaire                   | Parti |
| ----------------------------------------------------------------------------------- | --------- | --------------------------- | ----- |
| Premier ministre                                                                    |           | Jens Stoltenberg            | Ap    |
| Ministre auprès du Premier ministre                                                 |           | Karl Eirik Schjøtt-Pedersen | Ap    |
| Ministre des Affaires étrangères                                                    |           | Jonas Gahr Støre            | Ap    |
| Ministre de la Défense                                                              |           | Espen Barth Eide            | Ap    |
| Ministre du Commerce et de l'Industrie                                              |           | Trond Giske                 | Ap    |
| Ministre de l'Administration publique, des Réformes et des Affaires ecclésiastiques |           | Rigmor Aasrud               | Ap    |
| Ministre des Finances                                                               |           | Sigbjørn Johnsen            | Ap    |
| Ministres des Collectivités territoriales et du Développement régional              |           | Liv Signe Navarsete         | Ap    |
| Ministre de la Santé et des Services de soins                                       |           | Anne-Grete Strøm-Erichsen   | Ap    |
| Ministre de la Culture                                                              |           | Anniken Huitfeldt           | Ap    |
| Ministre du Travail                                                                 |           | Hanne Bjurstrøm             | Ap    |
| Ministre des Transports et des Communications                                       |           | Marit Arnstad               | Ap    |
| Ministre de la Pêche et des Affaires côtières                                       |           | Lisbeth Berg-Hansen         | Ap    |
| Ministre du Développement international                                             |           | Heikki Holmås               | SV    |
| Ministre de l'Environnement                                                         |           | Bård Vegar Solhjell         | SV    |
| Ministre de l'Agriculture et de l'Alimentation                                      |           | Trygve Slagsvold Vedum      | Ap    |
| Ministre de la Justice et de la Sécurité publique                                   |           | Grete Faremo                | Ap    |
| Ministre de l'Enfance, de l'Égalité et de l'Inclusion sociale                       |           | Inga Marte Thorkildsen      | SV    |
| Ministre du Pétrole et de l'Énergie                                                 |           | Ola Borten Moe              | Ap    |
| Ministre de l'Éducation et de la Recherche                                          |           | Kristin Halvorsen           | SV    |

### Remaniement du 21 septembre 2012
- Par rapport à la précédente composition, les nouveaux ministes sont indiqués en gras, ceux ayant changé d'attributions en italique.

| Poste                                                                               | Titulaire | Titulaire                   | Parti |
| ----------------------------------------------------------------------------------- | --------- | --------------------------- | ----- |
| Premier ministre                                                                    |           | Jens Stoltenberg            | Ap    |
| Ministre auprès du Premier ministre                                                 |           | Karl Eirik Schjøtt-Pedersen | Ap    |
| Ministre des Affaires étrangères                                                    |           | Espen Barth Eide            | Ap    |
| Ministre de la Défense                                                              |           | Anne-Grete Strøm-Erichsen   | Ap    |
| Ministre du Commerce et de l'Industrie                                              |           | Trond Giske                 | Ap    |
| Ministre de l'Administration publique, des Réformes et des Affaires ecclésiastiques |           | Rigmor Aasrud               | Ap    |
| Ministre des Finances                                                               |           | Sigbjørn Johnsen            | Ap    |
| Ministres des Collectivités territoriales et du Développement régional              |           | Liv Signe Navarsete         | Ap    |
| Ministre de la Santé et des Soins                                                   |           | Jonas Gahr Støre            | Ap    |
| Ministre de la Culture                                                              |           | Hadia Tajik                 | Ap    |
| Ministre du Travail                                                                 |           | Anniken Huitfeldt           | Ap    |
| Ministre des Transports et des Communications                                       |           | Marit Arnstad               | Ap    |
| Ministre de la Pêche et des Affaires côtières                                       |           | Lisbeth Berg-Hansen         | Ap    |
| Ministre du Développement international                                             |           | Heikki Holmås               | SV    |
| Ministre de l'Environnement                                                         |           | Bård Vegar Solhjell         | SV    |
| Ministre de l'Agriculture et de l'Alimentation                                      |           | Trygve Slagsvold Vedum      | Ap    |
| Ministre de la Justice et de la Sécurité publique                                   |           | Grete Faremo                | Ap    |
| Ministre de l'Enfance, de l'Égalité et de l'Inclusion sociale                       |           | Inga Marte Thorkildsen      | SV    |
| Ministre du Pétrole et de l'Énergie                                                 |           | Ola Borten Moe              | Ap    |
| Ministre de l'Éducation                                                             |           | Kristin Halvorsen           | SV    |